# 효자면
효자면(孝子面)은 대한민국 경상북도 예천군의 면이다. 넓이는 67.33km2이고, 인구는 2015년 12월 31일 기준으로 1,235명이다. 본래 상리면이었으나 2016년에 명심보감에 실린, 조선 철종 때의 효자인 도시복을 기리는 의미에서 효자면으로 명칭이 변경되었다.

## 연혁
- 658년 : 적아현에 속함. (신라 무열왕 5년)
- 757년 : 예천군 은정현에 속함. (신라 경덕왕 16년)
- 고려시대 초 : 은풍현으로 고침.
- 1018년 : 안동군에 예속됨. (고려 현종 9년)
- 1906년 : 풍기군(豊基郡) 상리면(上里面)이 됨.
- 1914년 : 영주군에 편입되어 영주군(榮州郡) 상리면이 됨..
- 1923년 4월 1일 : 예천군에 편입됨.
- 1950년 6월 25일 : 작전상 소개로 소실(燒失).
- 1954년 : 복구.
- 2016년 2월 1일 : 상리면에서 효자면으로 명칭 변경.[2][3]

## 행정 구역
| 법정리 | 행정리 | 비고                   |
| ------ | ------ | ---------------------- |
| 고항리 | 고항리 |                        |
| 도촌리 | 도촌리 | 면 행정복지센터 소재지 |
| 두성리 | 두성리 |                        |
| 명봉리 | 명봉리 |                        |
| 백석리 | 백석리 |                        |
| 보곡리 | 보곡리 |                        |
| 사곡리 | 사곡리 |                        |
| 석묘리 | 석묘리 |                        |
| 용두리 | 용두리 |                        |
| 초항리 | 초항리 |                        |

## 교육 기관
- 상리초등학교 (도촌리)
- 은풍초등학교 은계분교 (폐교) - 효자면 은풍로 637 (석묘리)